# Confederação Brasileira de Desportos
La Confederação Brasileira de Desportos, nota anche con l'acronimo CBD, fu la principale Confederazione sportiva del Brasile, competente in materia di tennis, atletica, nuoto, pallanuoto, pallamano, calcio e qualsiasi attività sportiva non facente capo ad un ente a sé stante. Il calcio ebbe un ruolo preminente, giacché lo statuto affermava che esso costituisse «lo sport di base ed essenziale della Confederação Brasileira de Desportos». La CBD nacque per superare i contrasti tra la Federação Brasileira de Futebol (FBF) e la Federação Brasileira de Sports (FBS), i due organismi che si contendevano l'egemonia nell'organizzazione del calcio nel Paese, espressione rispettivamente del movimento calcistico dello Stato di San Paolo e dello Stato di Rio de Janeiro. L'istituzione della CBD portò all'estinzione delle due entità statali il 21 giugno 1916, e nello stesso anno si ebbe l'affiliazione alla Confederazione Sudamericana di Calcio. Il 20 maggio 1923 ottenne invece l'affiliazione alla FIFA. La Confederazione rappresentava altresì la maggior parte degli Stati brasiliani in ambito sportivo. Oggi dissoltasi, a livello calcistico le sue attribuzioni e le sue funzioni sono state conferite alla Confederação Brasileira de Futebol (CBF), sorta nel 1979.